# Artigisa impropria
Artigisa impropria là một loài bướm đêm trong họ Erebidae.